# Austroclemmus bonariensis
Austroclemmus bonariensis là một loài bọ cánh cứng trong họ Endomychidae. Loài này được Steinheil miêu tả khoa học năm 1869.